# Психодинаміка

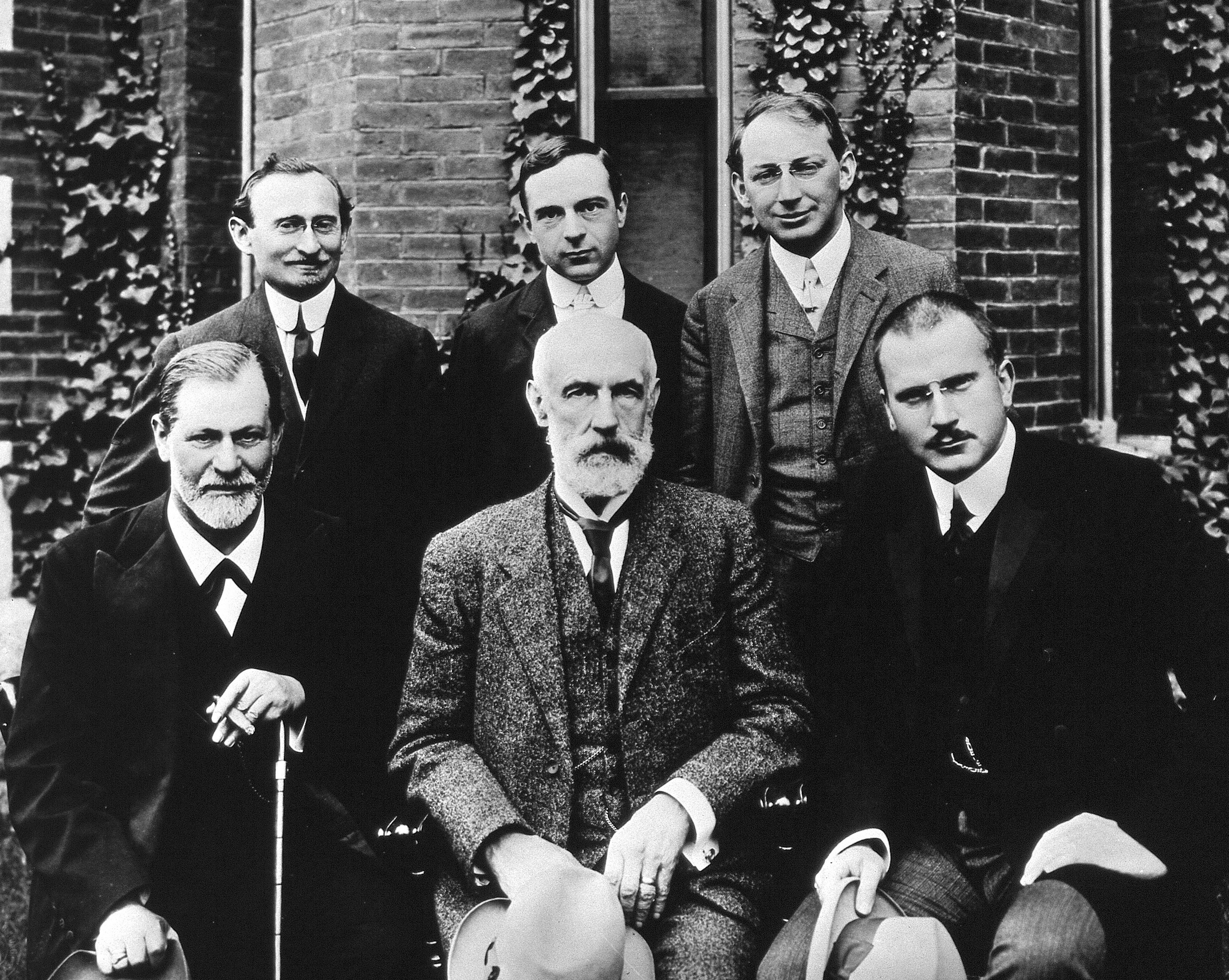
Передній ряд: Зигмунд Фрейд, Г. Стенлі Хол, Карл Юнг ; Задній ряд: Авраам А. Брилл, Ернест Джонс, Шандор Ференці: Університет Кларка у Вустері, штат Массачусетс. Дата: вересень 1909 року.

Психодинаміка, також психодинамічна психологія — в найширшому сенсі, це психологічний підхід, який вивчає взаємодію різних частин свідомості людини та її здатність породжувати емоційні та мотиваційні сили, що визначають стан розуму та поведінки людини.
Термін психодинаміка також часто використовують для опису підходу, розробленого Зигмундом Фрейдом (1856—1939) та його послідовниками. Надихнувшись теорією термодинамінки, Фрейд використав термін психодинаміки, щоб описати процес мислення як циркуляцію психічної енергії (лібідо) в мозку людини.
Існують 4 підходи психологічного лікування: психодинамічний, когнітивно-поведінковий, біологічний та гуманістичний. При лікуванні психологічного дистресу психодинамічна психотерапія застосувається менш інтенсивно (один-два сеанси на тиждень) у порівнянні з класичним Фрейдівським психоаналізом (3-5 сеансів на тиждень). Психодинамічна терапія покладається на теорію внутрішнього конфлікту, приглушені поведінки та емоції пацієнта виводяться на поверхню його свідомості.

## Огляд
Психодинаміка вивчає взаємозв'язок різних частин мозку, особистості чи психіки у їхньому відображенні в психічні, емоційні чи мотиваційні сили, особливо на підсвідомому рівні.
Фрейд припускав, що психологічна енергія є незмінною (отже, емоційні зміни відбуваються при зміщеннях) і що вона завжди прагне перейти до стану спокою (атрактор) за допомогою розвантаження (катарсис).
У психології статевого добору психодинаміка визначається як сукупність вчень про сили, мотиви та енергію, що потрібні для задоволення найбазовіших людських потреб.
У загальному, психодинаміка вивчає різні способи перетворення та обміну «психічної енергії» в межах особистості. Основна увага приділяється зв'язкам між енергією емоційних станів в структурній моделі психіки, оскільки її основні структури пов'язані з процесами розвитку в ранньому дитинстві. В основі психологічних процесів, на думку Фрейда, лежить еґо, яке веде боротьбу з трьома іншими силами: ід, супер-еґо і зовнішній світ. Ід (воно) — це несвідомий резервуар для лібідо, психічна енергія, що підживлює інстинкти і психічні процеси. Еґо виступає в ролі директора особистості. Саме еґо приймає рішення про задоволення потреб, висунутих воно, чи дотримання моральних вимог супереґо. Супереґо — своєрідне сховище моральних цінностей людини, що складається з совісті — інтерналізації правил і положень суспільства і еґо-ідеалу — інтерналізації цілей людини. Отже, основа психодинамічної моделі зосереджена на динамічних взаємодіях між ід, еґо та супереґо. На вищих рівнях психодинаміка намагається пояснити чи інтерпретувати поведінку або психічний стан в термінах емоційних сил або процесів.

## Історія

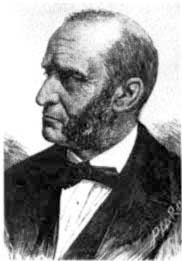
Ернст фон Брюке, один із ранніх дослідників психодинаміки.

Фрейд використовував термін психодинаміка для опису процесів всередині розуму як потоків психологічної енергії (лібідо) в органічно складному мозку. Ця ідея належить його викладачеві Ернсту фон Брюке з з Віденського університету, який вважав, що всі живі організми, включаючи людей, є, за основою, енергетичними системами, до яких застосовується принцип збереження енергії. Цей принцип стверджує, що "загальна кількість енергії в будь-якій фізичній системі завжди є постійною, що кванти енергії можуть бути змінені, але не знищені, і що, отже, коли енергія переміщується з однієї частини системи, вона повинна знову з'явитися в іншій частині. " Цей принцип лежить в основі ідеї Фрейда, що лібідо, яке в першу чергу розглядається як сексуальна енергія, перетворюється в іншу поведінку. Відтак, очевидно, що термін енергія у фізиці означає дещо зовсім відмінне від терміну енергія у процесах психіки.
Ранніми дослідниками психодинаміки були Карл Юнг, Альфред Адлер і Мелані Клейн. Загальне застосування «психодинамічної теорії» стійко закріпилось вже до середини 1940-х і до 1950-х років. 
У своїй книзі 1988 року «Введення в психодинаміку — новий синтез» психіатр Марді Й. Горовиц стверджує, що його інтереси і захоплення психодинамікою почалися в 1950-х роках, коли він почув популярного місцевого психоаналітика Ральфа Грінсона. «Люди, які ненавидять», говорилось в назві його радіо-дискусії в UCLA . В ній, за словами Горовица, він «яскраво описав невротичну поведінку і несвідомі психічні процеси та безпосередньо пов'язав теорію психодинаміки з повсякденним життям».
У 1950-их роках американський психіатр Ерік Берн базуючись на психодинамічній моделі Фрейда, особливо на описаних ним "еґо-станах ", розробив психологію людських взаємодій, які назвав транзакційним аналізом. На думку лікаря Джеймса Аллена, його «когнітивний поведінковий підхід до лікування є дуже ефективним способом боротьби з внутрішніми моделями своєї особистості та особистостей інших, а також ж рештою психодинамічних проблем». Теорія була популяризована в книзі «Ігри, у які грають люди» 1964 року, яка продалась більш ніж в п'яти мільйонах примірників.

### Ранні французькі дослідники
Ранні дослідники Франції заклали основу психодинамічного підходу. Жан-Мартен Шарко, наприклад, читав лекції про месмеризм або гіпноз, ідеї, які пізніше перейняв Зигмунд Фрейд, що відвідував його лекції.

### Вільям Джеймс і Борис Сідіс: підсвідомість
Вільям Джеймс був одним із перших, хто користувався терміном «підсвідомість». Його учень Борис Сідіс опублікував книги на теми, що послужили основою для більшої частини робіт Фрейда; він, однак, натомість використовував терміни «несвідоме», або іноді «передсвідоме».

### Зигмунд Фрейд і психоаналітична теорія
Як пише американський психолог Кальвін С. Холл, у своїй книзі Primer in Freudian Psychology (1954 р):
| « | Фрейд надзвичайно захоплювався Брюке і швидко став індоктринованим новою динамічною фізіологією. Завдяки своїй геніальності, через двадцять років він виявив, що закони термодинаміки можна застосувати як до особистості людини, так і до її тіла. Після цього відкриття, Фрейд приступив до створення динамічної психології . Динамічна психологія вивчає перетворення та обмін енергією в межах особистості. Це було найбільше досягнення Фрейда і одне з найбільших досягнень у сучасній науці. Це, безумовно, важлива подія в історії психології . | » |

У 1930-х роках дочка Фрейда Анна Фрейд розпочала застосовувати психодинамічні теорії Фрейда про «еґо» до вивчення прихильності між батьками та дітьми, розвинувши напрям еґо-психології .

### Карл Юнг та аналітична психологія
На рубежі 20-го століття, молодий швейцарський психіатр на ім'я Карл Юнг стежив за творами Фрейда і надіслав йому копії своїх статей і свою першу книгу, Психологію Деменції Пракокс (1907), в якій він підтримував психодинамічну точку зору Фрейда, хоча з деякими застереженнями. Того ж року Фрейд запросив Юнга відвідати його у Відні. Між чоловіками виникла взаємна симпатія, вони провели понад 13 годин за безперервними обговореннями. Це сприяло їхнім професійним відносинам, протягом наступних шести років вони вели щотижневі переписки.
Внесок Карла Юнга в психодинамічну психологію включає наступні твердження:
1. Психіка прагне до цілісності.
2. Я складається з еґо, особистого несвідомого, колективного несвідомого .[13] Колективне несвідоме містить архетипи, які проявляються в особливій формі для кожної людини.
3. Архетипи складаються з динамічних напружень і виникають спонтанно в індивідуальній і колективній психіці. Архетипи є автономними енергіями, спільними для всіх людей. Вони надають психіці динамічних властивостей і допомагають її організувати. Їхній вплив можна спостерігати в багатьох формах в різних культурах.
4. Трансцендентна функція: виникнення третього вирішує розкол між динамічними полярними напруженнями в межах архетипової структури.
5. Визнання духовного виміру людської психіки.
6. Роль образів, які спонтанно виникають у людській психіці (сюди входить взаємозв'язок між афектом, образами та інстинктами) для передачі динамічних процесів, що відбуваються в особистому та колективному несвідомому, образи, які можуть бути використані, щоб допомогти еґо рухатися в напрямку психічної цілісності.
7. Визнання множинності психіки і психічного життя, існування кількох організаційних принципів всередині психіки, і що вони іноді перебувають у конфлікті.

### Джон Боулбі та Мері Ейнсворт: теорія прихильності
Джон Боулбі спочатку був послідовником Фрейда в клініці Тавісток в Лондоні, але відірвався від його ключових ідей і революціонізував цю сферу. Натхнення до Боулбі прийшло після прочитання роботи Конрада Лоренца, відомого Нобелівського лауреата в галузі етології або поведінки тварин. Зокрема, Боулбі вразило явище імпринтингу, який Лоренц вивчав у птахів. Він припустив, що це явище присутнє й у людей. Разом зі своєю ученицею Мері Ейнсворт він вивчав поведінку немовлят і розробляв те, що назвав теорією прихильності. Він відкинув ідеї Фройда про шкоду від розчарованих імпульсів, натомість стверджуючи те, що материнська депривація є основною причиною порушеного розвитку та пізніших психологічних проблем. Пізніше він зрозумів, що дітям потрібна стабільна, безпечна людина чи люди, що забезпечили б почуття захищеності, з якого діти можуть виходити і робити дослідження. Багато інших працівників в цій сфері з того часу проводили експерименти на немовлятах і на тваринах, що підтверджують і вдосконалюють цю теорію.

## Сучасні дослідження
На сьогодні, психодинаміка — дедалі більша мультидисциплінарна галузь науки, що аналізує і вивчає процес людського мислення, моделей поведінки та впливу. Дослідження в цій царині забезпечують розуміння низки речей, включаючи:  
1. Розуміння й передбачення діапазону конкретних свідомих і несвідомих відповідей на конкретні сенсорні дані, такі як зображення, кольори, текстури, звуки тощо.
2. Використання комунікативної природи руху й первісних фізіологічних жестів, для впливу та вивчення конкретних станів розуму й тіла.
3. Дослідження здатності розуму й почуттів безпосередньо впливати на фізіологічні реакції та біологічні зміни.

- У психодинамічній психотерапії пацієнти все більше усвідомлюють динамічні конфлікти та напруження, які проявляються як симптом або виклик в їхньому житті. Їм допомагають усвідомити конфліктні аспекти своєї особистості, а з часом і інтегрувати конфліктні частини та розв'язати проблеми напруженості. Це описано по-різному в кожній з психодинамічних психологічних теорій, але всі вони мають спільну мету — охарактеризувати динамічну природу напруженості між конфліктними частинами, допомагати клієнту пристосуватись до напруженості й почати процес інтеграції.
- Когнітивна психодинаміка є сумішшю традиційних психодинамічних концепцій з когнітивною психологією та неврологією.[16]